# Nemertinoides
Genre
Nemertinoides est un genre de némertodermatides de la famille des Nemertodermatidae, des vers marins microscopiques.

## Liste des espèces
Selon World Register of Marine Species (5 janvier 2016) :
- Nemertinoides elongatus Riser, 1987
- Nemertinoides glandulosum Meyer-Wachsmuth, Curini Galletti & Jondelius, 2014
- Nemertinoides wolfgangi Meyer-Wachsmuth, Curini Galletti & Jondelius, 2014

## Publication originale
- Riser, 1987 Nemertinoides elongatus gen. n., sp. n. (Turbellaria: Nemertodermatida) from coarse sand beaches of the Western North Atlantic. Proceedings of the Helminthological Society of Washington, vol. 54, p. 60-67.